# Stanislav Noskov
Stanislav Yuryevich Noskov, ros. Станислав Юрьевич Носков, Stanisław Jurjewicz Noskow (ur. 27 stycznia 1962 w Krasnojarsku, Rosyjska FSRR) – uzbecki piłkarz pochodzenia rosyjskiego, grający na pozycji napastnika lub pomocnika, trener piłkarski.

## Kariera piłkarska
Wychowanek klubu Rasswiet Krasnojarsk. Pierwszy trener Jurij Urinowicz. W 1976 został zaproszony do juniorskiej reprezentacji Rosyjskiej FSRR na turniej „Puchar juności”. W 1977 trener rosyjskiej reprezentacji Jurij Striełkow zabrał go ze sobą do Sokołu Saratów. W 1977 również bronił barw juniorskiej reprezentacji ZSRR. W 1979 został zaproszony przez pierwszego trenera Jurija Urinowicza do Awtomobilista Krasnojarsk, gdzie rozpoczął karierę piłkarską na poziomie profesjonalnym. Od 1980 do 1982 służył w wojsku. W 1983 został piłkarzem klubu Andijanes Andijon. W 1984 przeniósł się do Narimanovca Bogʻot, skąd został zaproszony do Paxtakoru Taszkent. Tam otrzymał kontuzję i był poddany operacji. Rehabilitował się w Narimanovcu Bogʻot, a potem został zaproszony do wyższoligowego Fakiełu Woroneż. W 1986 grał w zespole Soxibkor Xalqobod i podczas trwania sezonu otrzymał propozycje gry w klubie Cemient Noworosyjsk, ale nie udało się zarejestrować go na listę piłkarzy. Powrócił do Krasnojarska, ale również i w rodzimym klubie nie otrzymał miejsca. W następnym 1987 roku zasilił skład Tselinnika Toʻrtkoʻl, a w sierpniu przeszedł do Pomiru Duszanbe, ale przez konflikt z trenerem musiał odejść w następnym sezonie do Celinnika Celinograd. W 1989 przeniósł kolejną operację na żyłach (żylaki). Rehabilitował się w rodzimym Krasnojarsku. Potem był na testach w Lokomotiwie Moskwa, ale trener Jurij Siomin nie zaryzykował podpisać piłkarza bez dłuższego przygotowania i polecił go w sierpniu do Daugavy Ryga. Jednak przez problemy z wizą nie został piłkarzem łotewskiego zespołu. Następnie grał w ukraińskim Naftowyku Ochtyrka, uzbeckim Shaxtyorze Angren, gruzińskim Dinamo Suchumi, uzbeckim Navbahorze Namangan, łotewskiej Pardaugavie Ryga, uzbeckim Binokorze Buxoro, białoruskim Wedryczu Rzeczyca i ukraińskim Chimiku Siewierodonieck. W czerwcu 1992 urodził się jemu syn i powrócił do Taszkenta, gdzie został piłkarzem Binokoru Taszkent. Pod koniec sezonu został zaproszony do klubu z Malezji, ale przez klimat nie został tam. W 1994 został zaproszony do Łady Togliatti, ale na przygotowaniach w Taszkencie zerwał więzadła w stawie kolanowym. W 1995 trenował się w litewskim FK Mažeikiai w ramach przygotowań do Pucharu UEFA. W jednym z meczów kontrolnym strzelił dwie bramki Atlantasowi Kłajpeda, ale prezydent klubu wyjechał do Ameryki, a zespół się rozpadł. W latach 1996–2001 łączył funkcję trenera i piłkarza w MHSK Taszkent, a po jego rozwiązaniu od 2002 w SKA-Sibal Taszkent. W 2005 zakończył karierę piłkarza.

## Kariera trenerska
Jeszcze będąc piłkarzem rozpoczął pracę szkoleniowca. W latach 1996–2001 łączył funkcję trenera i piłkarza w MHSK Taszkent, a po jego rozwiązaniu od 2002 w SKA-Sibal Taszkent.

## Sukcesy i odznaczenia

### Sukcesy piłkarskie
Soxibkor Xalqobod
- mistrz strefy 7, Wtoroj Ligi ZSRR: 1986

MHSK Taszkent
- mistrz Uzbekistanu: 1997
- brązowy medalista mistrzostw Uzbekistanu: 1996

### Odznaczenia
- tytuł Mistrza Sportu